# Paul-Émile Léger
Paul-Émile Cardinal Léger, P.S.S., CC, GOQ (Salaberry-de-Valleyfield, Quebec, 25 de abril de 1904 - Montreal, Quebec, 13 de novembro de 1991) foi um clérigo canadense, arcebispo de Montreal e cardeal da Igreja Católica.

## Família e educação

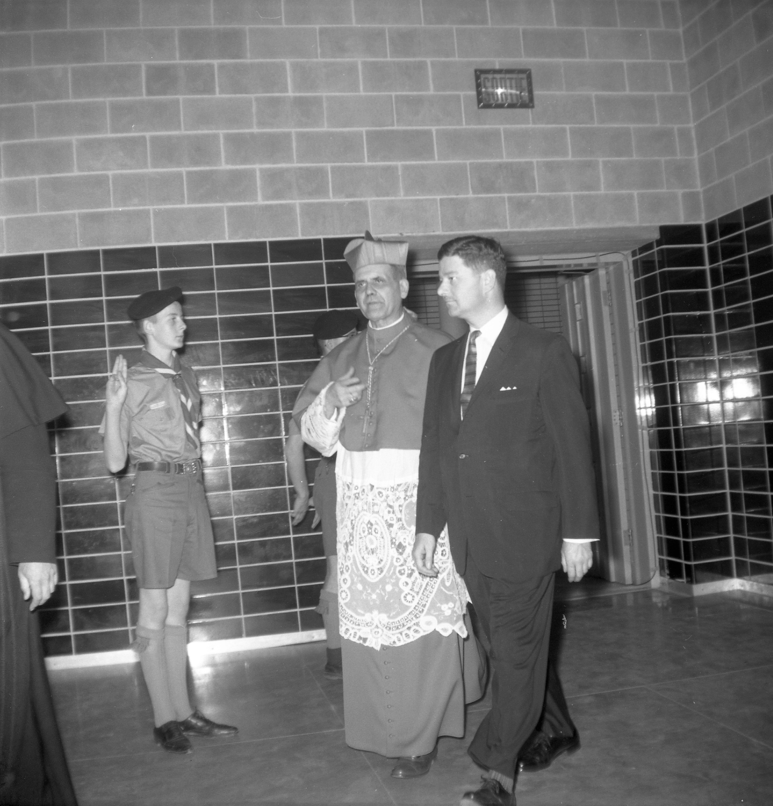
Paul-Émile Cardeal Léger (M.) com o Ministro Paul Gérin-Lajoie (à direita), Montreal 1962

Filho de Ernest Léger, comerciante geral, e de Alda Beauvais. Seu irmão mais novo, Jules, foi diplomata canadense e governador-geral do Canadá de 1974 a 1979. Paul-Émile estudou em Saint-Anicet; depois ingressou no Seminário Menor de Sainte-Thérèse, Valleyfield, 1916-1925 (clássicos); teve que interromper os estudos por quatro anos devido à doença; trabalhou como mecânico, como ferroviário e como açougueiro; ele passou alguns meses no noviciado da Companhia de Jesus em Sault-au-Récollet, mas foi considerado muito emotivo para continuar na ordem; ingressou no Grande Seminário de Montreal em 1925; e obteve a licenciatura em teologia em 1929; em 1930, frequentou o Instituto Católico de Paris, onde obteve o doutorado em direito canônico em 1931.

## Sacerdócio
Ordenado em 25 de maio de 1929, em Montreal, por Georges Gauthier, arcebispo coadjutor de Montreal. Pouco depois, partiu para a França para ingressar na Companhia dos Padres de São Sulpício; fez o noviciado em Issy-les-Moulineaux, Paris (1929-1930). Estudos posteriores, Paris, 1930-1931. Professor de teologia no Seminário de São Sulpício, Paris, 1931-1932; e mestre assistente de noviços, 1932-1933. Retornou ao Canadá e foi enviado em setembro de 1933 para fundar o Seminário de Fukuoka, no Japão, para a formação do clero autóctone; devido à rapidez com que aprendeu japonês, ele fez ministério pastoral na paróquia de Omuta e ensinou filosofia no seminário até 1939. Retornou ao Canadá em 1939 devido à Segunda Guerra Mundial.
Padre Léger foi professor de sociologia no Seminário Teológico de Montreal; e apologética no Instituto Pio XI, 1939-1940. Deixou a Sociedade provisoriamente e tornou-se vigário geral da diocese de Valleyfield em 1940; também, pároco da catedral; e membro do capítulo da catedral de 1941 a 1947. Prelado doméstico de Sua Santidade, 29 de setembro de 1942. Reentrou na Sociedade e foi nomeado reitor do Pontifício Colégio Canadense, Roma, em 1947; ocupou o cargo até sua promoção ao episcopado.

## Episcopado
Após a renúncia de Monsenhor Joseph Charbonneau, o Papa Pio XII nomeou-o arcebispo de Montreal em 25 de março de 1950. A consagração episcopal foi-lhe concedida pelo secretário da Sagrada Congregação Consistorial, Cardeal Adeodato Giovanni Piazza, O.C.D., em 26 de abril do mesmo ano, na igreja de S. Maria degli Angeli, Roma; os principais co-consagradores foram o Arcebispo de Quebec, Maurice Roy, e o Bispo de Estrasburgo, Jean-Julien Weber, PSS. Seu lema episcopal era Apostolvs Jesv Christi.
Léger ganhou rapidamente a reputação de um orador eloquente e teve grande reconhecimento por seu envolvimento em questões religiosas e sociais, que se estenderam além das fronteiras do Quebec.

## Cardinalato
No Consistório Ordinário Público de 1953, o Papa Pio XII criou Monsenhor Léger como cardeal-presbítero no Colégio dos Cardeais. Ele foi designado para a igreja titular de Santa Maria dos Anjos, 15 de janeiro de 1953. Foi legado papal do Ano Santo Mariano, em Lourdes (1954), na coroação da imagem de São José, em Montreal (1955) e no centenário do Santuário de Santa Ana de Beaupré (1958). O cardeal participou do conclave de 1958, que elegeu o Papa João XXIII; do Concílio Vaticano II, 1962-1965; do conclave de 1963, que elegeu o Papa Paulo VI; e da Primeira Assembleia Ordinária do Sínodo dos Bispos, 1967.
Durante o Vaticano II, Léger se pronunciou a favor de uma declaração conciliar sobre a liberdade religiosa e a favor de uma mudança na doutrina da Igreja que permitisse a possibilidade do controle artificial da natalidade. Conhecido por sua disposição em ampliar o papel dos leigos, trabalhou para implementar as decisões do concílio em sua arquidiocese. Ele também pregou a necessidade de uma maior responsabilidade cristã para com os pobres do mundo em inúmeros sermões e cartas pastorais. Léger também foi um defensor da renovação da Igreja no recente Sínodo dos Bispos em Roma, onde tomou a decisão final de deixar sua arquidiocese, aprovada relutantemente pelo papa.
Em 20 de abril de 1968, ele renunciou ao governo pastoral da arquidiocese para servir como missionário em um leprosário em Yaoundé, Camarões. Lá, por meio de sua organização, do Cardeal Léger e de seus esforços, construiu um centro de reabilitação para crianças com deficiência, um refúgio para leprosos, uma clínica para os pobres, uma escola de limpeza para moças, um lar para idosos e um lar para viúvas. Retornou a Montreal em 1974 devido à sua saúde frágil; trabalhou em paróquias e na Fame pereo, uma obra humanitária que ele fundou, que contribui com 12 milhões de dólares anualmente para o Terceiro Mundo. Cardeal Léger participou do conclave de agosto de 1978, que elegeu o Papa João Paulo I; do conclave de outubro de 1978, que elegeu o Papa João Paulo II; e da Primeira Assembleia Plenária do Sagrado Colégio dos Cardeais, 1979.
Perdeu o direito de participar do conclave quando completou oitenta anos, em 26 de abril de 1984. Após sofrer um ataque de asma em 7 de novembro de 1991, foi internado no Hospital Hôtel-de-Dieu, em Montreal, onde faleceu em 13 de novembro, de problemas respiratórios complicados por pneumonia. O funeral foi celebrado em 16 de novembro de 1991, pelo cardeal Jean-Claude Turcotte, arcebispo de Montreal. Ele foi enterrado na Capela do Bispo, Catedral Metropolitana de Maria Rainha do Mundo, Montreal. Ele foi o último cardeal sobrevivente criado pelo Papa Pio XII.

## Honras
Monsenhor Léger recebeu inúmeras indicações, condecorações e prêmios. Várias universidades canadenses lhe concederam títulos de doutorado honorário em teologia, letras e direito. Em 1958, a França lhe concedeu a Grã-Cruz da Legião de Honra. Nomeado Companheiro da Ordem do Canadá por seu trabalho humanitário, 28 de junho de 1968; investidura, 28 de outubro de 1969. Nomeado copresidente da Fundação Canadense para Refugiados, foi o primeiro ganhador da Medalha Pearson da Paz em 1969 e, em 1980, o prêmio da Fundação Lester B. Pearson pela Paz. Em 1983, foi o primeiro a receber o Prix Maisonneuve, concedido pela Société Saint-Jean-Baptiste de Montreal, e foi nomeado Grande Oficial da Ordem Nacional do Quebec em 1985.